# Ian McNuff
Ian T. McNuff (ur. 10 marca 1957 w Londynie) – brytyjski wioślarz, brązowy medalista olimpijski i dwukrotny medalista mistrzostw świata.

## Kariera
W 1975 zdobył srebrny medal w czwórkach bez sternika na mistrzostwach świata juniorów w Montrealu.
Wystąpił na igrzyskach olimpijskich w Moskwie w 1980, gdzie osada Wielkiej Brytanii w składzie: John Beattie, Ian McNuff, David Townsend i Martin Cross zdobyła brązowy medal w czwórkach bez sternika. W finale uplasowali się o 8,41 sekundy za osadą NRD i o 4,77 sekundy za osadą ZSRR. Był to jego jedyny start olimpijski.
W czwórkach bez sternika zdobył także brązowe medale na mistrzostwach świata w Cambridge (1978) i na mistrzostwach świata w Bledzie (1979).